# 突触修剪
突触修剪包括轴突和树突的完全退化和消失，是在包括人类在内的许多哺乳动物的幼年期至进入青春期之间发生的突触消除过程。修剪从出生时开始，一直持续到25岁左右。  传统上认为，突触修剪在性成熟时完成，但这一观点受到核磁共振成像研究的挑战 。  婴儿大脑的尺寸到成年时将增长至原来的5倍，最终达到约860（ ± 80）亿个神经元 。  导致这一增长的因素有两个：神经元之间的突触连接的增长，以及神经纤维的髓鞘形成 。不过，神经元的总数保持不变。修剪受环境因素影响，被普巴认为表征了学习 。  青春期之后，突触连接的体积由于突触修剪再次减少。  

## 类型

### 调节性修剪
出生时，视觉和运动皮层中的神经元与上丘，脊髓和脑桥相连。每个皮层中的神经元被选择性修剪，保留与功能合适的处理中心的连接。因此，视觉皮层中的神经元修剪与脊髓中神经元的突触，运动皮层切断与上丘的连接。这种修剪的类型的称作大规模定型轴突修剪。神经元将长的轴突分支送到合适和不适的目标区域，而不合适的连接最终被修剪掉。 
退行性事件优化了神经发生中连接的冗余性，从而建立了特定而成熟的回路。凋亡和修剪是切断不需要的连接的两种主要方式。 在凋亡的过程中，神经元被杀死并且与这个神经元相关的所有连接也被一并消除。相比之下，神经元并不会在修剪过程中死亡，而是需要从功能上不合适的突触连接中把轴突收缩回来 。 
人们认为，突触修剪的目的是从大脑中去除不必要的神经元结构。随着人类大脑的发展，了解更复杂的结构的需求变得更加重要，而在童年时期形成的较为简单的联系要被复杂的结构代替。
尽管修剪具有调节童年认知发展的几个含义，修剪还被认为是去除可能已经损坏或退化的神经元的过程，以便进一步改善特定脑区的“联通”能力。此外，已经证实这一机制不仅在发育和修复方面起作用，而且还是一种通过根据神经元的突触效率移除神经元，持续维持有效大脑机能的方式。  

### 成长中的大脑的修剪
与学习相关的修剪被称为小规模轴突末端分支修剪。轴突向目标区域内的神经元延伸短的轴突末端分支。特定的末端分支由于竞争被修剪。对末端分支的修剪选择遵循在常见于突触可塑性中的“用进废退”原则。这意味着经常使用的突触具有强的连接，而很少使用的突触则被移除。 在脊椎动物中常见的例子包括，修剪外周神经系统中神经肌肉接点的轴突末端，以及修剪到中枢神经系统中小脑的攀缘纤维的输入。 
在人类方面，可以通过推测儿童和成人之间胶质细胞和神经元的估计数量的差异，观察到突触修剪，这在丘脑背内侧核中很大差异。 
在2007年牛津大学的一项研究中，研究人员根据大小和体视学分合法收集的证据得到的估值，比较了8个新生儿和8个成年人的大脑。 他们表明，平均而言，在他们所测量的丘脑背内侧核区域，成人神经元数量的估值比新生儿低41％。 
然而，就神经胶质细胞而言，成年人的估计值远远大于新生儿。成人大脑平均有3630万，而新生儿样本中这个数字为1060万。人们认为，大脑的结构会在出生之后的发生退化和去传入时发生变化，尽管在某些研究中没有观察到这些现象。  在发育时，由于程序性细胞死亡而处于丧失过程中的神经元不太可能被重新使用，而是会被新的神经结构或突触结构所替代，这一已被发现皮层下灰质的结构变化同时发生。 
突触修剪与老年时期发生的退行性事件分属两类。发育中的修剪是与经历相关的，而与老年同义的连接退化却并非如此。定型修剪可以被比作将石头斧凿雕刻成雕像的过程。雕像完成之后，天气开始风化侵蚀雕像，则表现了与经历无关的连接删除。

### 修剪学习中的遗忘问题
所有尝试建造通过修剪废弃的连接来学习的人工智能系统都有一个问题，即每次学习新知识时，就会忘记之前学到的一切 。 由于生物大脑和人工智能想所有物体一样遵循相同的物理定律，因此这些研究者认为，如果生物大脑是通过修剪学习的，那它们会面临同样的灾难性遗忘问题。 如果认为学习是发展过程的一部分，那这就是一个尤为严重的问题，因为对于发展型学习而言，保有之前的知识是必要的，因此有观点认为，突触修剪不能成为智力发展的一个机制。有人认为，发展型学习必定采用了突触修剪以外的机制。  

## 为繁殖节省能量和不连续的差异
一种关于为什么人或许多其他灵长类动物大脑在成长时会发生突触修剪的理论认为，维持突触会消耗身体其他部位成长和性成熟过程中可能需要的营养。该理论假设突触修剪没有任何心理功能。根据实验观察，人脑可分为两类，一类在成长过程中使突触密度降低约41％，而另一类是突触幼态延续型，其中很少甚至没有突触密度的降低，但两者之间没有连续体。按照该理论的解释，这是具有不同营养需求的生理适应，其中一种类型需要释放营养以度过青春期，而另一种则可以通过其他方式调配的营养达到性成熟，无需减少大脑的营养消耗。 该理论指出，大脑中的大部分营养消耗是用于维持脑细胞及其突触，而不是神经发放本身。这还可以解释这样一个观察：有的大脑在性成熟之后数年似乎仍在继续修剪，这是因为它们又更强健的突触，使其可以在突触棘最终解体之前许多年被忽视。另一个可以解释这种不连续性的假说是，囿于大部分人类基因组都需要缺少序列特异性的功能来避免大量有害突变，功能性的基因空间因而有限，可以预见的是，少数有较大影响的突变导致了演化的发生，而大多数突变根本没有任何影响。  

## 机制
解释突触修剪的三个模式是轴突退化，轴突收缩和轴突脱落。 在所有情况中，突触都是由瞬时轴突末端形成的，而突触的消除是由轴突修剪引起的。每个模式提供了不同的方法移除轴突以删除突触。在小规模的轴突分支修剪中，神经活动被认为是一个重要的调节因素，但分子机制仍不清楚。 激素和生长因子被认为是调节大规模定型轴突修剪的主要外部因素。 

### 轴突退化
在果蝇中，变态过程中神经系统发生了广泛的变化。蜕皮酮引发了变态，而在此期间，神经网络发生了大量的修剪和重组。因此，理论上果蝇的修剪是由蜕皮酮受体的激活触发的。脊椎动物神经肌肉接点的去神经研究表明，轴突的去除机制与华勒氏变性非常相似。  但是，在果蝇中看到的整体和同时的修剪与哺乳动物神经系统的修剪不同，后者发生在局部和整个发育的多个阶段。 

### 轴突收缩
轴突分支以从远端到近端的方式收缩。一般认为，缩回的轴突内容物被回收到轴突的其他部分。 对于哺乳动物的中枢神经系统而言，轴突修剪中生物学机制仍不清楚。 但是修剪与小鼠中的导向分子有关。导向分子用于通过排斥来控制轴突寻路，还触发对旺盛突触连接的修剪。 Semaphorin配体以及其受体 neuropilin 和 plexin 可用于诱导轴突收缩，以启动海马-隔核和锥体下束（IPB）的修剪。 已经发现，在具有Plexin-A3缺陷的小鼠中，对海马投射的定型修剪显著受损。 具体来说，一旦Plexin-A3受体被3类Semaphorin配体激活，连接到瞬时靶标的轴突就会缩回。 在IPB中，出生前Sema3F的mRNA表达出现在海马中，出生后消失并重新出现在始层。巧合的是，IPB的修剪大约在同一时间开始。在海马-隔核投射的情况，Sema3A的mRNA表达在修剪启动的3天后开始。这表明可检出的mRNA表达后几天内，配体一达到阈值蛋白水平，就会触发修剪。沿视觉皮质脊髓束（CST）的轴突修剪在neuropilin-2突变体和plexin-A3和plexin-A4双突变小鼠中是有缺陷的。Sema3F也在修剪过程中在脊髓背侧表达。在这些突变体中没有观察到运动CST修剪缺陷。 
在形成视网膜拓扑映射时，也观察到了对轴突过度分支的定型修剪。已发现Ephrin及其受体Eph可调节和引导视网膜轴突分支。已发现沿前-后轴的ephrin-A和EphA之间的前向信号传导可抑制末端区后方的视网膜轴突分支形成。前向信号传导还促进对已经到达末端区域的轴突的修剪。然而，尚不清楚IPB修剪中观察到的收缩机制是否适用于视网膜轴突。 
已经发现ephrin-B蛋白与其Eph受体酪氨酸激酶之间的反向信号传导会引发IPB的收缩机制。观察到ephrin-B3可传递酪氨酸磷酸化依赖性反向信号至海马轴突，从而触发多余IPB纤维的修剪。 推测的途径涉及EphB在靶细胞表面表达，导致ephrin-B3的酪氨酸磷酸化。随和，ephrin-B3与胞质衔接蛋白Grb4结合，导致Dock180和p21活化激酶（PAK）募集并结合。 Dock180的结合增加了Rac-GTP水平，而PAK介导了活性Rac的下游信号传导，从而导致轴突缩回和最终的修剪。 

### 轴突脱落
小鼠神经肌肉接点中回缩轴突的延时成像显示，轴突脱落是修剪的一个可能机制。回缩轴突按从远到近的顺序运动，类似于收缩。 但是在许多时候，轴突缩回的同时伴有残留物的脱落。 名为轴体（axosome）的残留物中，含有与位于轴突末端的突触小体相同的细胞器，常见于突触小体附近。这表明轴体来源于突触小体。此外，轴体不含有电子致密细胞质或断裂的线粒体，表明它们并非由沃勒变性形成。 